# Synallaxe fauve
Sylviorthorhynchus yanacensis
Espèce
Répartition géographique
Statut de conservation UICN

 LC  : Préoccupation mineure
Le Synallaxe fauve (Sylviorthorhynchus yanacensis), aussi appelé Fournier jaunâtre ou Synallaxe montagnard, est une espèce de passereaux de la famille des Furnariidae.

## Répartition

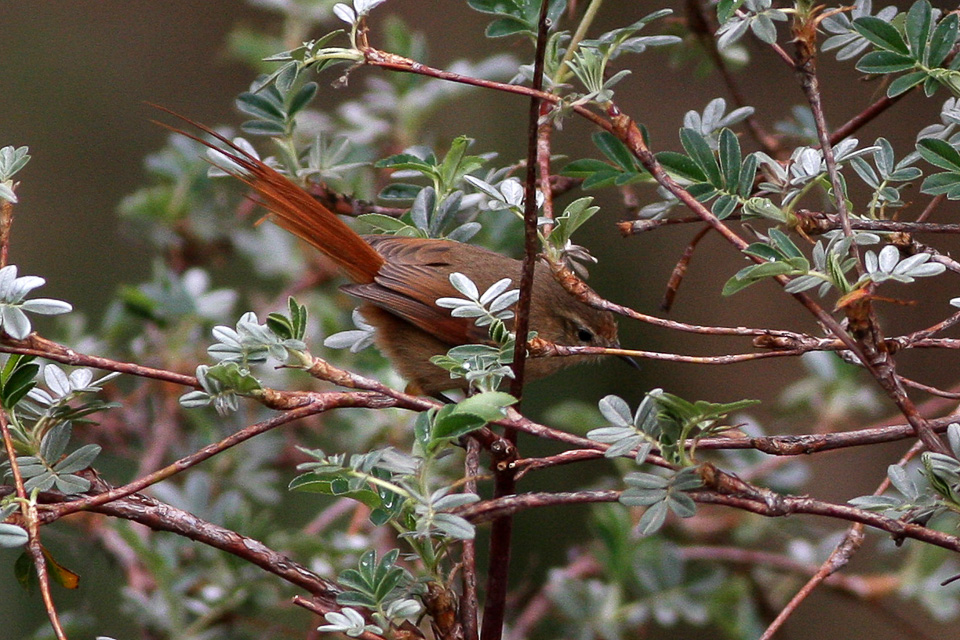

Son aire fragmentée s'étend à travers les côtes montagneuses de la puna, notamment la cordillère Blanche au Pérou.